# Aeroportul Obock
Aeroportul Obock (IATA: OBC, ICAO: HDOB) este un aeroport din Regiunea Obock, Djibouti ce deservește zona Obock. A fost numit după zona deservită.
Situat la o altitudine de 26 m, aeroportul dispune de o singură pistă.